# Exocentrus bellus
Exocentrus bellus är en skalbaggsart som beskrevs av Holzschuh 2007. Exocentrus bellus ingår i släktet Exocentrus och familjen långhorningar.
Artens utbredningsområde är Laos. Inga underarter finns listade i Catalogue of Life.